# Natalie Konerth
Pour les articles homonymes, voir Konerth.
Natalie Konerth née le 18 avril 1995, est une joueuse américaine de hockey sur gazon.

## Carrière
Elle a fait ses débuts en équipe première le 12 juin 2022 contre l'Espagne à Anvers lors de la Ligue professionnelle 2021-2022.